# Janusz Dukiet
Janusz Stanisław Dukiet (ur. 17 kwietnia 1895 we Lwowie, zm. 31 maja 1975 w Krakowie) – kapitan piechoty Wojska Polskiego.

## Życiorys
Janusz Stanisław Dukiet urodził się 17 kwietnia 1895 we Lwowie jako jeden z pięciu synów Władysława (1868–1942, sędzia w Lisku, prokurator w Sanoku) i Marii z domu Wagner (1870–1953). Jego braćmi byli: Włodzimierz (ur. 1897, zm. w 1905 w Makowie wskutek choroby), Mieczysław (1899–1983, lekarz, oficer, działacz sportowy w Krynicy-Zdroju), Zbigniew Tadeusz (ur. 1905, urzędnik bankowy, do 1939 w Kołomyi, zaginął 2 kwietnia 1940), Tadeusz Maria (1908–1969, po wojnie pracownik umysłowy w Bytomiu, ojciec prof. zw. nauk prawnych Teresy Dukiet-Nagórskiej). 
Podczas nauki szkolnej wraz z bratem Włodzimierzem działał w sanockim harcerstwie, należał do I Drużyny Skautowej im. hetmana Stanisława Żółkiewskiego – ex ossibus ultor; pełnił funkcję zastępowego i instruktora. W 1914 zdał egzamin dojrzałości w C. K. Gimnazjum Męskim w Sanoku (do tej szkoły uczęszczali także jego bracia). Po maturze miał podjąć studia na akademii górniczej. 
Podczas I wojny światowej został powołany do szeregów C. K. Armii w stopniu chorążego rezerwy piechoty z dniem 1 sierpnia 1915. Około 1916–1918 był żołnierzem 45 pułku piechoty, przed wojną stacjonującego w Sanoku. Dekretem Wodza Naczelnego Józefa Piłsudskiego z 19 lutego 1919 jako były oficer armii austriackiej został przyjęty do Wojska Polskiego z dniem 1 stycznia 1918 wraz z zatwierdzeniem posiadanego stopnia podporucznika ze starszeństwem z dniem 1 sierpnia 1916 i rozkazem z tego samego dnia 19 lutego 1919 Szefa Sztabu Generalnego płk. Stanisława Hallera mianowany komendantem 2 kompanii przy dowództwie 3 batalionu Strzelców Sanockich od 1 listopada 1918. Uczestniczył w wojnie polsko-ukraińskiej i wojnie polsko-bolszewickiej. Został awansowany do stopnia kapitana piechoty. Po wojnie, w stopniu porucznika był jednym z referentów Referatu A-1 (Techniczno-Wywiadowczy) Oddziału II Sztabu Generalnego, kierowanego przez kpt. Tadeusza Puszczyńskiego. W 1923, 1924 był oficerem 67 pułku piechoty w garnizonie Brodnica (w którym był dowódcą kompanii), w tym w 1923 jako oficer nadetatowy służył w Oddziale II SG, gdzie był kierownikiem Referatu B.5, później B.5/6. W 1928 był oficerem 51 pułku piechoty w garnizonie Brzeżany, pełniąc stanowiska dowódcy kompanii, komendanta obwodowego Przysposobienia Wojskowego. W 1934, jako kapitan piechoty przeniesiony w stan spoczynku był w oficerskiej kadrze okręgowej nr X jako oficer przewidziany do użycia w czasie wojny i był wówczas przydzielony do Powiatowej Komendy Uzupełnień Przemyśl.
Uchwałą Rady Miejskiej w Sanoku z 1938 został uznany przynależnym do gminy Sanok.

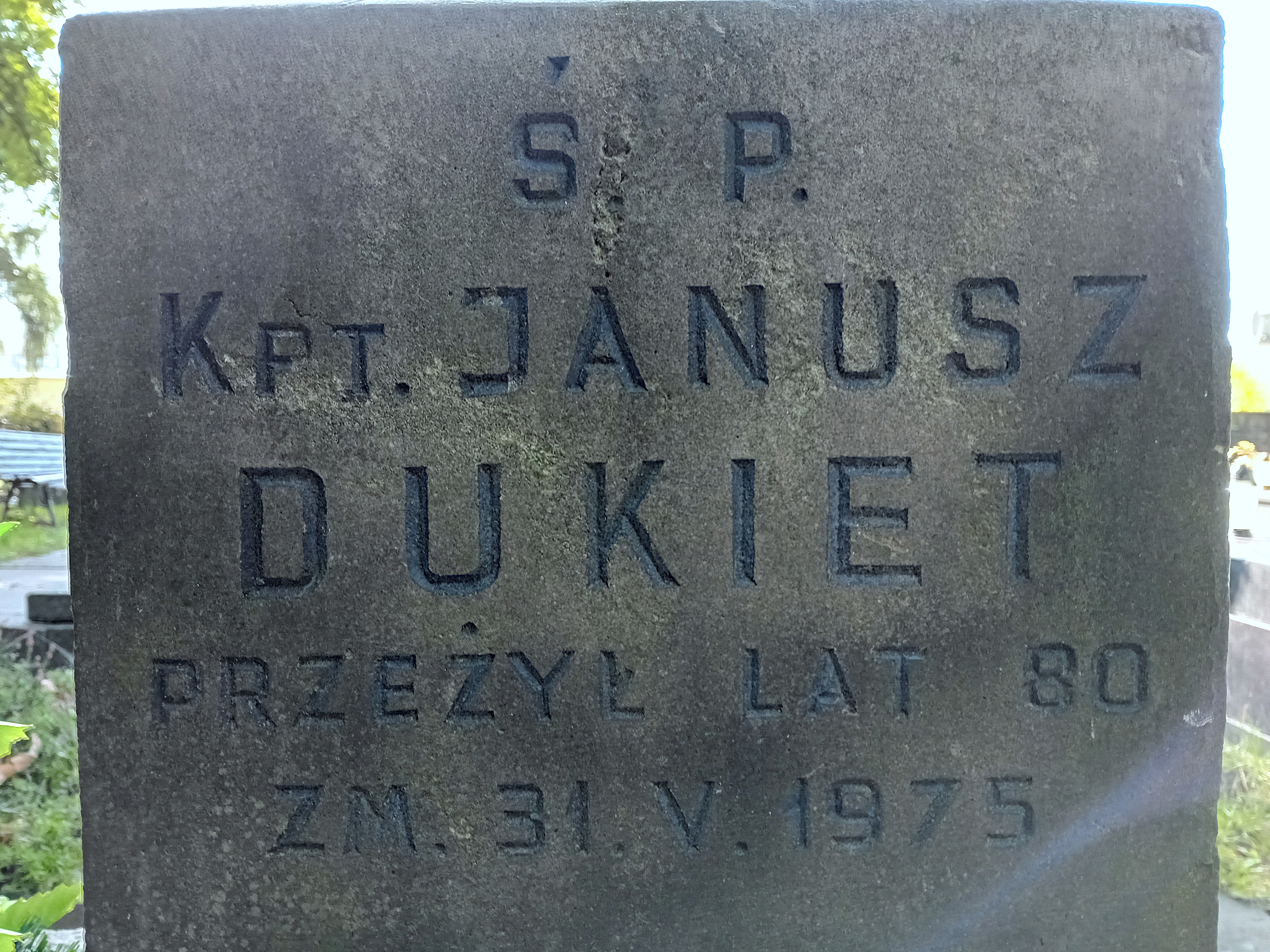
Tablica nagrobna Janusza Dukieta

Po wybuchu II wojny światowej, zmobilizowany do Wojska Polskiego, uczestniczył w kampanii wrześniowej na stanowisku komendanta kwatery głównej 22 Dywizji Piechoty Górskiej. Po zakończeniu wojny w 1946 był oskarżony i sądzony przed sądem w Warszawie w procesie członków OP i NSZ, w trakcie którego nie przyznał się do zarzucanych mu czynów. Był jednym z założycieli zarejestrowanej 12 lutego 1948 Kasy Zapomogowej Pracowników Przemysłu Węglowego Kopalni Wanda-Lech w Nowym Bytomiu. Po wojnie (1958) był pracownikiem umysłowym, zamieszkiwał w Katowicach-Ligocie przy ul. Grunwaldzkiej 8a/4. 
Zmarł nagle 31 maja 1975 w Krakowie, a jego pogrzeb odbył się 3 czerwca 1975 na tamtejszym cmentarzu Rakowickim (kwatera PAS 62-wsch-4, grobowiec Kropińskich).

## Ordery i odznaczenia
- Srebrny Krzyż Zasługi (10 listopada 1928)[39]
- Srebrny Medal Waleczności 2 klasy (Austro-Węgry, przed 1917)[22]
- Brązowy Medal Waleczności (Austro-Węgry, przed 1917)[22]